# Superpower
Pour plus de détails, voir Fiche technique et Distribution.
Superpower est un film documentaire de 2023 co-réalisé par Sean Penn et Aaron Kaufman. Il a été présenté en première à la Berlinale le 17 février 2023. Le film présente le parcours professionnel atypique de Volodymyr Zelensky à travers les yeux de Sean Penn alors qu'il cherche à comprendre l'histoire récente de l'Ukraine. À partir de fin 2021, Penn s'est rendu plusieurs fois en Ukraine pendant le tournage du film. Le film est produit par Vice Studios.

## Réception
Sur le site de critiques Rotten Tomatoes, 47 % des 17 critiques sont positives, avec une note moyenne de 4,9/10. Metacritic, qui utilise une moyenne pondérée, a attribué au film une note de 47 sur 100, basée sur 11 critiques, indiquant des critiques « mitigées ou moyennes ».
Matt Zoller Seitz de RogerEbert.com a donné au film deux étoiles sur quatre et a écrit : « Ce n'est en aucun cas un mauvais film : il réussit à nous convaincre que le cœur de Penn est à la bonne place (en tant qu'activiste) même lorsque l'exécution est parfois impulsive ou maladroite. Mais il manque de concentration. ».